# 普羅塔迪烏斯
普羅塔迪烏斯（拉丁語：Protadius；—607年），是墨洛溫王朝時期勃艮第的貴族與政治人物，曾任勃艮第宮相，以其與國王提烏德里克二世的密切關係及戲劇性死亡聞名。
普羅塔迪烏斯出身勃艮第貴族，具體家族不詳，可能與當地教會勢力有聯繫。普羅塔德是攝政布倫希爾德的寵臣，她為她的孫子提烏德貝爾特二世和提烏德里克二世攝政奧斯特拉西亞王國和勃艮第王國。
布倫希爾德在與奧斯特拉西亞貴族的鬥爭中，於598年謀殺處死香檳公爵溫特里奧後，布倫希爾德被提烏德貝爾特二世流放，她不得不離開奧斯特拉西亞的首都梅斯。並在勃艮第王國的提烏德里克二世那裡避難。布倫希爾德本來希望提升普羅塔迪烏斯在王國中的地位，並讓他在汝拉公爵萬達爾瑪於604年去世後成為汝拉東部土地的貴族。隨後，布倫希爾德密謀除掉勃艮第宮相伯托爾德，派遣他帶領300名士兵前往塞納河地區。伯托爾德遭到紐斯特里亞國王克洛泰爾二世的兒子墨洛維以及宮相蘭德里克的攻擊，當他意識到自己已經沒有什麼可失去，因為在宮廷裡他已經不再安全時，他在接下來的戰鬥中犧牲。604年，伯托爾德戰死後，普羅塔迪烏斯被國王提烏德里克二世任命為勃艮第宮相，協助管理勃艮第事務。
布倫希爾德對提烏德貝爾特二世在與貴族的鬥爭戰鬥中拋棄她懷恨在心，因此她鼓勵提烏德里克二世反抗他的兄長。大軍抵達奧斯特拉西亞後，勃艮第貴族趁雙方交戰之際，襲擊王帳中的普羅塔迪烏斯，將他殺死，並迫使兩位國王和解（605年）。布倫希爾德隨即處死殺害她寵臣的兇手。